# Districtul Kemecse
Kemecse (în maghiară Kemecsei járás) este un district în județul Szabolcs-Szatmár-Bereg, Ungaria.
Districtul are o suprafață de 246,41 km2 și o populație de 22.185 locuitori (2013).